# Кадровое обеспечение
Кадровое обеспечение — комплекс действий, направленных на поиск, оценку и установление заранее предусмотренных отношений с рабочей силой как в самой компании для дальнейшего продвижения по карьерной лестнице, так и вне её пределов для нового найма временных или постоянных работников.
По истечении сроков  трудовых договоров или в случае несоответствия требованиям компании функции кадрового обеспечения также предусматривают увольнение. В современном бизнесе талантливые работники особенно важны для достижения паритета и превосходства над конкурентами.